# 三福タクシー
三福タクシー株式会社（みふくタクシー）は、福井県小浜市に本社を置くタクシー事業者である。貸切バス事業・路線バス事業（コミュニティバスの運行）も行なっている。

## 運行路線
- 小浜市コミュニティバス「あいあいバス」一部路線の運行業務を受託している。

## 営業所
いずれの営業所にも貸切バスとタクシーを配置。
- 本社営業所
  - 営業区域 - バス：福井県全域、タクシー：小浜市・大飯郡・三方上中郡
- 福井営業所（福井市真木町） - 同市月見四丁目にあった有限会社共栄タクシーを前身とする。2021年3月に子会社化、同年12月に三福タクシーを存続会社として合併し、2022年4月に営業所を現在地へ移転。
  - 営業区域 - バス：福井県全域、タクシー：福井交通圏（福井市・鯖江市・あわら市・坂井市・吉田郡、丹生郡越前町のうち旧朝日町の区域）